# Лёгкие крейсера типа «Этна»
Лёгкие крейсера типа «Этна» — тип лёгких крейсеров итальянского флота, строившихся в годы Второй мировой войны. Также именовались крейсерами ПВО. Всего строилось 2 корабля: «Этна» (итал. Etna), «Везувио» (итал. Vesuvio). Проект был разработан на базе строившихся в Италии для ВМС Таиланда лёгких крейсеров типа «Таксин» и реквизированных итальянским правительством в августе 1942 года. Остались недостроенными и были затоплены в ходе войны. После окончания войны подняты и проданы на слом.

## Проект лёгких крейсеров типа «Таксин»
В 1938 году правительство Сиама заказало итальянской компании Cantieri Ruiniti dell'Adriatico (CRDA) разработку проекта лёгкого крейсера для сиамского флота с перспективой заказа двух кораблей. Итальянские конструкторы разработали проект на базе итальянских лёгких крейсеров серии «Кондоттьери», но корабль для сиамского флота был пропорционально уменьшен, однако сохранил форму и конструкцию корпуса. Умеренные требования к скорости позволили сократить мощность энергетической установки до 45 000 л. с. и обойтись одной дымовой трубой. Крейсера должны были получить лёгкое бронирование. Наружный броневой пояс имел толщину 60 мм и простирался между барбетами концевых башен и соединялся траверзами. Сверху на броневой пояс накладывалась броневая палуба толщиной 30 мм. Данные о броневой защите башен и боевой рубки не сохранились. 
Вооружение включало шесть итальянских 152-мм/55 пушек в трёх двухорудийных башнях, причём две из них размещались в корме по линейно-возвышенной схеме. Зенитное вооружение предполагалось из уже устаревших 76-мм/40 орудий британской компании Armstrong. Они дополнялись четырьмя 13,2-мм спаренными зенитными пулемётами Breda Mod.1931. Предусматривалось размещение двух трёхтрубных 533-мм торпедных аппаратов. Авиационный компонент включал катапульту и два гидросамолёта.
Контракт на постройку крейсеров был подписан в октябре 1938 года. «Таксин» был заложен на верфи CRDA в Триесте 23 сентября 1939 года, «Наресуан» — 26 августа 1939 года. В связи со вступлением Италии в войну строительство крейсеров замедлилось, а в декабре 1941 года все работы были остановлены. 6 августа 1942 года оба недостроенных крейсера были реквизированы итальянским правительством и далее достраивались для ВМС Италии по измененному проекту.